# Второе командование (Япония)
Второе командование (яп. 第2総軍) — группировка сухопутных войск японской императорской армии, находившаяся на собственно Японских островах в конце Второй мировой войны.
Второе командование было образовано 8 февраля 1945 года путём разделения бывшего Главного командования обороны на Первое и Второе командования. В состав Второго командования вошли 15-й фронт (районы Кансай и Тюгоку, остров Сикоку) и 16-й фронт (остров Кюсю). Командованию предстояло руководить боевыми действиями в западной части Японии в случае высадки Союзников. Как и в прочих войсках обороны Японских островов, части, входившие подчинённые Командованию, были укомплектованы слабо подготовленными резервистами, молодыми призывниками либо бойцами территориального ополчения, не имевшими нормального оружия и снаряжения.
После потери Окинавы штаб-квартира Командования был перемещён в Хиросиму, поэтому 6 августа в результате атомной бомбардировки большинство высших командиров погибло. Уцелевшие добрались до военной базы Удзина в пригороде Хиросимы, и через военную базу в Куре сумели 7 августа сообщить в Токио о случившемся (это была первая полученная японским командованием информация об атомной бомбардировке), а затем взяли на себя руководство спасательными операциями и поддержание общественного порядка после введения в Хиросиме военного положения. Тем не менее, атомная бомбардировка уничтожила Второе командование как организационно-командную структуру. После капитуляции Японии сохранившиеся структуры командования продолжали действовать ещё некоторое время, поддерживая порядок до прибытия оккупационных сил и осуществляя демобилизацию и роспуск Императорской армии.

## Список командного состава

### Командующие
|   | Имя                      | С             | По              |
| - | ------------------------ | ------------- | --------------- |
| 1 | Фельдмаршал Сюнроку Хата | 5 апреля 1945 | 15 октября 1945 |

### Начальники штаба
|   | Имя                                | С             | По              |
| - | ---------------------------------- | ------------- | --------------- |
| 1 | Генерал-лейтенант Тадаити Вакамацу | 6 апреля 1945 | 18 июля 1945    |
| 2 | Генерал-лейтенант Сабуро Окадзаки  | 18 июля 1945  | 15 октября 1945 |